# Observatoire astronomique du Montsec
L'Observatoire Astronomique du Montsec (OAdM) est une infrastructure scientifique située sur le Montsec, à 1570 msnm, sur la commune de Sant Esteve de la Sarga (Pallars Jussà), dans la province de Lérida. Il a été inauguré le 23 octobre 2008 et est géré par l'Institut d'études spatiales de Catalogne (IEEC) en vertu d'une convention avec la Direction Générale d'Investigation de la Généralité de Catalogne, propriétaire de l'observatoire.

## Présentation
L'idée d'un observatoire astronomique sur le Montsec date du début des années 90, sous l'impulsion du biochimiste de Lérida Joan Oró. Le projet initial proposait la construction d'une infrastructure selon trois axes : la recherche, l'éducation et la vulgarisation de l'astronomie. Il voulait de plus contribuer au développement socio-économique du territoire. En 2001 la Généralité de Catalogne constitue le Consortium du Montsec qui porte la construction du Parc Astronomique du Montsec (EMPAN). Le Consortium du Montsec obtient les ressources économiques, bâtit et équipe l'Observatoire Astronomique du Montsec (OAdM), pour la partie recherche, et le Centre d'Observation de l'Univers (CUIT), à visées éducatives et vulgarisatrices, inaugurés en 2008 et 2009 respectivement En 2013 plusieurs communes de la zone du Montsec incluant l'OAdM, furent déclarées « réserve et destination touristique starlight » par partie de la Fondation Starlight, avec l'aval de l'UNESCO.
Le OAdM est formé par quatre installations destinées à la recherche en astronomie. Parmi eux se trouvent trois télescopes robotisés :
- Le TJO (Télescope Joan Oró) : Il reçoit ce nom en honneur au biochimiste de Lérida. C'est actuellement le télescope le plus grand et un des plus avancés de Catalogne, avec un miroir primaire de 80 cm de diamètre et un fonctionnement robotisé. Se trouve à l'intérieur du dôme principal de l'observatoire, de 6 mètres de diamètre, et il est de type Ritchey-Chrétien avec une relation focale f/9.6. En plein fonctionnement depuis 2010, il est utilisé par de nombreux astronomes professionnels à niveau international et il a donné du lieu à plusieurs découvertes dans le champ des supernovas, la physique stellaire ou les exoplanètes. Le TJO  participe à un programme européen de suivi des satellites artificiels. Il possède deux instruments principaux :Télescope Joan Oró

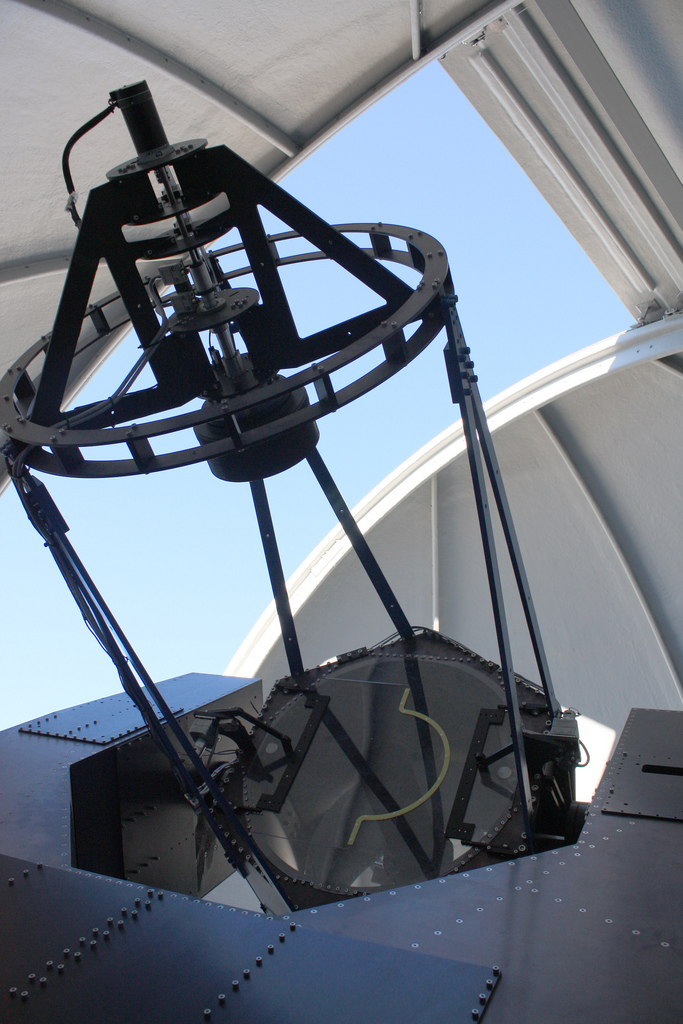
Télescope Joan Oró

1. MEIA2 : L'instrument MEIA2 est la deuxième évolution de la caméra d'image du TJO[3] Il est fait de deux composants : la caméra CCD (une Andor KL modèle DW936N-BV) et la roue de filtres
2. ARES : C'est le spectrographe optique (dessiné par Fractale SLNE). Il est en cours de caractérisation au TJO[4]. Il est principalement conçu pour obtenir spectroscopie de résolution moyenne.

- Le TFRM (Télescope Fabra-ROA Montsec) : Il appartient à l'Académie Royale de Sciences et Arts de Barcelone et à l'Observatoire royal de l'armée. Il s'agit d'une caméra de type Baker-Nunn, de 50 cm de diamètre et avec une relation focale f/1. Ses champs d'investigation se centrent dans la détection et suivi des débris spatiaux, l'observation de transits d'exoplanètes, la photométrie de contreparties optiques de sources d'émission de hautes énergies et l'astrométrie d'astéroïdes.
- XO-Montsec : Il appartient actuellement au IEEC, même s'il a été installé par le Space Telescope Science Institute (États-Unis), dans le projet XO pour la détection de planètes extrasolaires moyennant la technique de transits.

La quatrième installation astronomique est une caméra pour la détection de bolides et météores (Ail-sky caméra) et opérée par la IEEC.
Une station de recherche et d'observation des gaz-traces et des aérosols atmosphériques est également installée à l'OAdM.  Elle est opérée par le Groupe de Géochimie Environnemental et la Recherche Atmosphérique (EGAR) de l'Institut de Diagnostic Environnemental et Études de l'Eau (IDAEA), du  CSIC,. Cette station fait partie du réseau XVPCA et est intégrée dans les réseaux internationaux ACTRIS et GAW,,
Enfin, l'OAdM dispose d'une station météorologique automatique du Service Météorologique de Catalogne et plusieurs antennes de communication avec des satellites d'orbite basse installées et gérées par l'Université Polytechnique de Catalogne et la IEEC.